# 君がいる場所 (高垣彩陽の曲)
「君がいる場所」（きみがいるばしょ）は、高垣彩陽の1枚目のシングル。2010年7月21日にミュージックレインから発売された。

## 概要
声優ユニット、スフィアのメンバーでもある女性声優・高垣彩陽のソロデビューシングル。
通常盤と初回盤2種類の仕様で発売され、後者にはPVを収録したDVDが同梱されている。初回分と通常盤の限定盤には、『世紀末オカルト学院』の描き下ろしワイドキャップが封入されている。3曲目「You Raise Me Up」は、アイルランドとノルウェーのミュージシャン、シークレット・ガーデンの同名曲のカバーである。
2011年1月1日発売されたライブ・ビデオ『〜Sphere's rings live tour 2010〜』に、本作のFull sizeバージョンが収録されている。

## 批評
CDジャーナルは、「表題曲は躍動感あるメロディ、カップリング曲の「わたしだけの空」は心の内を描いたバラード、「You Raise Me Up」は英詞、高音が続くバラードであるが見事に唄い上げている。また、ソロデビュー作なので自己紹介のような作品である。」と批評した。

## 収録曲
1. 君がいる場所 [4:19]
作詞：中山真斗（Elements Garden）、作曲・編曲：藤田淳平（Elements Garden）
  - テレビアニメ『世紀末オカルト学院』エンディングテーマ
2. わたしだけの空 [4:23]
作詞：mavie+高垣彩陽、作曲：聖司、編曲：木村篤史
3. You Raise Me Up [4:10]
作詞・作曲：ロルフ・ロヴランド・ブレンダン・グレアム、編曲：齋藤真也
4. 君がいる場所 （Instrumental）

DVD（初回限定盤のみ）
1. 君がいる場所 Music Clip
2. 君がいる場所 TV Spot（15sec＋30sec）

## 収録作品

### アルバム
| 発売日          | アルバムタイトル | 備考                  |
| 君がいる場所    | 君がいる場所     | 君がいる場所          |
| --------------- | ---------------- | --------------------- |
| 2013年4月17日   | relation         | 1stオリジナルアルバム |
| わたしだけの空  |                  |                       |
| 2013年4月17日   | relation         | 1stオリジナルアルバム |
| You Raise Me Up |                  |                       |
| 2011年11月23日  | melodia          | 1stミニアルバム       |

### Blu-ray Disc / DVD
| 発売日          | BD/DVD タイトル                                       | 備考                        |
| 君がいる場所    | 君がいる場所                                          | 君がいる場所                |
| --------------- | ----------------------------------------------------- | --------------------------- |
| 2011年1月1日    | 〜Sphere's rings live tour 2010〜                     | スフィア1作目のライブBD/DVD |
| 2012年6月13日   | 高垣彩陽ファーストコンサートツアー「Memoria×Melodia」 | ソロ1作目のコンサートBD/DVD |
| わたしだけの空  |                                                       |                             |
| 2012年6月13日   | 高垣彩陽ファーストコンサートツアー「Memoria×Melodia」 | ソロ1作目のコンサートBD/DVD |
| You Raise Me Up |                                                       |                             |
| 2011年8月31日   | スフィア LIVE 2010 sphere ON LOVE, ON 日本武道館      | スフィア2作目のライブBD/DVD |
| 2012年6月13日   | 高垣彩陽ファーストコンサートツアー「Memoria×Melodia」 | ソロ1作目のコンサートBD/DVD |